# Branko Milanović
Branko Milanović (Servisch cyrillisch: Бранко Милановић) is een Servisch-Amerikaanse econoom. Hij is vooral bekend om zijn werk over inkomensverdeling en ongelijkheid. 

## Loopbaan
In 1987 promoveerde hij aan de Universiteit van Belgrado op een proefschrift over economische ongelijkheid in Joegoslavië, waarbij hij voor het eerst microgegevens uit Joegoslavische gezinsenquêtes gebruikte. Hij publiceerde het als boek in 1990.
Milanović was hoofdeconoom bij de onderzoeksafdeling van de Wereldbank, en gasthoogleraar aan de Universiteit van Maryland en Johns Hopkins University. Tussen 2003 en 2005 was hij verbonden aan het Carnegie Endowment for International Peace in Washington. Hij bleef als onderzoeker betrokken bij de Endowment tot begin 2010.
Sinds januari 2014 is hij visiting presidential professor aan het Graduate Center van de City University of New York en affiliated senior scholar aan de Luxembourg Income Study (LIS). Hij doceert ook aan de London School of Economics en het Barcelona Institute for International Studies. In 2019 is hij benoemd tot Maddison Chair aan de Rijksuniversiteit Groningen.

## Externe bronnen
1. (de) Branko Milanovic. Makronom. Geraadpleegd op 28 mei 2021.
2. (en) Branko Milanovic. Stone Center. Geraadpleegd op 28 mei 2021.